# Gustav Hassenpflug

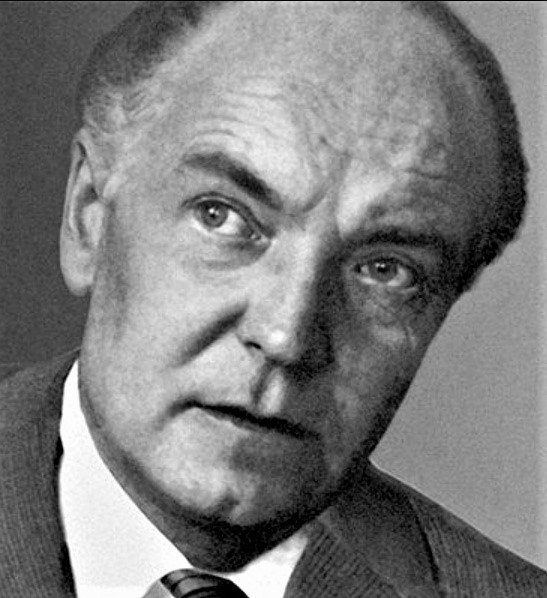
Gustav Hassenpflug

Gustav Hassenpflug (* 12. April 1907 in Düsseldorf; † 22. Juli 1977 in München) war ein deutscher Architekt, Designer und Hochschullehrer.

## Leben
Hassenpflug lernte zunächst den Beruf des Tischlers und legte 1925 seine Gesellenprüfung ab. Anschließend arbeitete er in den Altenberger Werkstätten, bevor er von 1927 bis 1928 am Bauhaus in Dessau zunächst Möbelentwurf und industrielle Formgebung, später Architektur und Städtebau studierte. Ab 1928 arbeitete er für Marcel Breuer, Fred Forbát und Walter Gropius in Berlin. Er schloss sich der Gruppe von Ernst May an und lebte von 1931 bis 1933 in der Sowjetunion, wo er mit stadtplanerischen Projekten, etwa der Planung von Kurorten in der Krim, betraut war. Die zentrale Gruppe von May bestand unter anderem aus Werner Hebebrand, Mart Stam, Margarete Schütte-Lihotzky und ab 1932 kam Fred Forbat hinzu. Gemeinsam arbeiteten sie am Generalplan zur Neugründung einer Industriestadt im südlichen Ural mit dem Projektnamen Magnitogorsk.
Durch Vermittlung von Sigfried Giedion erhielt Hassenpflung 1934 eine Anstellung bei dem noch heute existierenden Schweizer Möbelhersteller Embru. Hier entwarf er Stühle, wie z. B. den zeitlosen Klassiker Hassenpflug Stuhl, der noch heute von der Firma produziert wird.
Während des Nationalsozialismus arbeitete Hassenpflug als selbständiger Architekt, entwarf aber auch zusammen mit Ernst Neufert und Egon Eiermann zum Beispiel einige Krankenhausbauten. Nach dem Krieg wurde er von Ferdinand Sauerbruch mit der Wiederinstandsetzung der Charité in Berlin beauftragt. 1946 errichtete der Magistrat der Stadt Berlin das Sozialdezernat Krankenhausplanung unter Leitung von Paul Vogler (Professor für Physiotherapie an der Charité) und von Gustav Hassenpflug. Von seinem Büro in der Charité aus koordinierte Hassenpflug die Kontaktaufnahme zu den in Berlin lebenden Bauhäuslern.
Pläne zur Neugründung des Bauhauses in Berlin und in Dessau scheiterten. Wie auch andere Bauhäusler verband Hassenpflug große Hoffnungen mit der Wiedergründung der Hochschule für Baukunst und Bildende Künste in Weimar, deren Ruf auf die Professur für Städtebau er 1946 annahm. 1948 wurde seinem Seminar die Staatliche Beratungsstelle für Städtebau in Thüringen angeschlossen.
Hassenpflugs „Baukastenmöbel“, die er in Weimar entwickelte und die in Thüringen gefertigt wurden, fanden in allen Besatzungszonen große Beachtung. „Eine Ergänzung der Wohnungseinrichtung durch späteren Hinzukauf ist jederzeit möglich,“ hieß es in einem Prospekt, „die Möbel sind aus Edelholz gefertigt und trotz ihrer einfachen Formen hervorragende Qualitätsarbeit.“ 1951 schrieb der Spiegel über die Baukastenmöbel: „Sie sind die Krone der Einfachheit und Zweigmäßigkeit: Möbel im DIN-Format, praktisch, zweckmäßig in jeder Hinsicht, in einer zeitlosen Form.“ Serien wie die Baukastenmöbel waren auf die Grundrisse der Kleinstwohnungen des sozialen Wohnungsbaus zugeschnitten. Möbelkäufer suchten damals allerdings eher nach großen repräsentativen Möbelstücken, berichtete der Spiegel.
1950 wechselte Hassenpflug nach Hamburg, wo er Direktor der Landeskunstschule wurde. Er formte sie zur Hochschule für Bildende Künste Hamburg um, aktualisierte dabei Prinzipien des Bauhauses. Hassenpflug veröffentlichte Bücher zur Geschichte der Landeskunstschule und zu den damals Werkkunstschulen genannten Ausbildungsstätten für Design in Deutschland. In Hamburg entstanden innenarchitektonische Entwürfe. Weil er sich mehr der Architektur zuwenden wollte, übernahm er 1956 die Professur für Bauen und Entwerfen an der Technischen Hochschule München. Zu den wichtigsten Bauten gehörte das 16-geschossige Wohnhochhaus im Berliner Hansaviertel, das 1957 während der Interbau entstand. Zum Spätwerk gehören zahlreiche Wettbewerbsbeiträge für Krankenhäuser und Universitätsinstitute. 1966 zog Hassenpflug in dem Buch Scheibe, Punkt und Hügel eine kritische Bilanz der Nachkriegsarchitektur. 1977 wurde er emeritiert. Hassenpflugs Entwurfsarbeit und Lehrtätigkeit war stets offen für die Zusammenarbeit mit Künstlern, Medizinern und Soziologen. Das macht ihn auch heute noch zu einer beachtenswerten Figur der deutschen Architektur- und Designgeschichte.

## Werke (Auswahl)

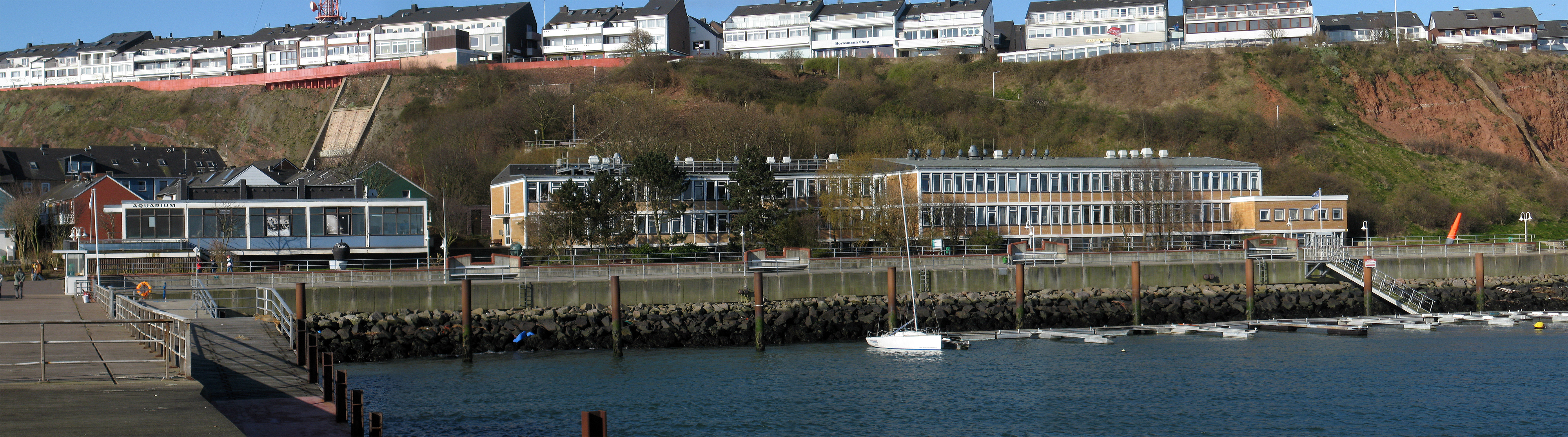
1954–1956: Aquarium und Biologische Anstalt auf Helgoland

- 1934–1938 Stahlrohrmöbel für die Embru-Werke AG, (Schweiz)
- 1938: Wohnhäuser für den Textilverleger Willy B. Klar und Werber Walter Matthess in Berlin-Groß-Glienicke
- 1953–1954: Sonderschule Weddestraße in Hamburg-Horn,[7] zusammen mit Gerhard Dexel[8]
- 1954–1956: Aquarium und Biologische Anstalt auf Helgoland
- 1957: Punkthochhaus der Internationalen Bauausstellung Berlin (Interbau)[9]
- 1961–1962: Atelier für Fritz Winter in Dießen am Ammersee
- 1959–1964: Institut für Elektronik und Institut für elektrische Maschinen und Geräte der Technischen Universität München
- 1959–1964: Rechtswissenschaftliche Fakultät der Universität Hamburg (Rechtshaus)

## Wettbewerbsentwürfe und Projekte
- 1931: MOSPS Theater für Moskau (zusammen mit Moissei Jakowlewitsch Ginsburg)
- 1931: Palast der Sowjets Moskau (zusammen mit Moissei Jakowlewitsch Ginsburg)
- 1932: Plan für einen Kulturpark Moskau
- 1932: Generalbebauungsplan für Moskau (zusammen mit Ernst May, Werner Hebebrand und Hans Schmidt)
- 1962: Kopfklinik der Universität Würzburg
- 1965: Museumsbauten der Stiftung Preußischer Kulturbesitz in Berlin-Tiergarten
- 1966: Kreiskrankenhaus Mallersdorf
- 1971: Städtisches Krankenhaus München-Bogenhausen

## Schriften
Monographien
- (mit Paul Vogler): Das Gesundheitswesen in der Bauplanung Berlins. Arbeitsgemeinschaft medizinischer Verlage, Berlin 1948.
- Baukastenmöbel. Rudolf Lang Verlag, Pössneck 1949.
- (mit Paul Vogler): Handbuch für den neuen Krankenhausbau. Urban & Schwarzenberg, München 1951 (2. völlig neu bearb. Aufl. 1962).
- Geschichte der Landeskunstschule Hamburg. Ellermann, Hamburg 1956.
- Das Werkkunstschulbuch. Kohlhammer, Stuttgart 1956.
- Abstrakte Maler lehren. Ein Beitrag zur abstrakten Formen- und Farbenlehre als Grundlage der Malerei. Verlag Heinrich Ellermann, München und Hamburg 1959.
- Stahlmöbel. Verlag Stahleisen, Düsseldorf 1960.
- (mit Paulhans Peters): Scheibe, Punkt und Hügel. Callwey, München 1966 (Neuauflage 1982, ISBN 3-7667-0135-5).

Aufsätze (Auswahl)
- Kunst – im Menschlichen verankert. Geist und Geschichte des Bauhauses. In: Bildende Kunst. Zeitschrift für Malerei, Graphik, Plastik und Architektur. 1. Jg. H. 7, Oktober 1947, S. 20–23.
- Siedlung am Waldrand. In: Architektur und Wohnform. Innendekoration, 57. Jg., H. 1/2 1948, S. 9.
- Abstrakte Malerei in Lehre und Kunsterziehung. In: Kunst der Gegenwart. Vier Vorträge gehalten während der Hochschulwoche 1959 in Braunschweig. Veröffentlicht auf Veranlassung des Niedersächsischen Kultusministers. Braunschweig 1959, S. 29–63.
- Die Wohnung von morgen. Aus einem Rundfunkvortrag. In: Profile. Jahrbuch, Freie Akademie der Künste in Hamburg. 1967, S. 254–258.